# PZL.46 Sum
Il PZL.46 Sum (pesce siluro, in lingua polacca) era un aereo da bombardamento leggero, monomotore ad ala bassa sviluppato dall'azienda polacca Państwowe Zakłady Lotnicze di Varsavia negli anni trenta e rimasto allo stadio di prototipo.

## Storia del progetto
A partire dal 1936 l'ingegner Stanisław Prauss dell'ufficio tecnico della Państwowe Zakłady Lotnicze iniziò a lavorare sul progetto di un nuovo velivolo da bombardamento leggero con cui sostituire il precedente PZL.23 Karaś. I primi disegni del nuovo aereo furono sviluppati nel 1936. Al fine di provare nuove soluzioni tecniche, come gondola ventrale retrattile e impennaggi di coda a doppia deriva, l'ufficio tecnico della PZL modificò un esemplare di PZL.23, che venne designato PZL.42. L'aereo fu realizzato e provato in volo nel corso dello stesso anno. Visti i buoni risultati ottenuti, nel 1937 il comando delle forze aeree polacche richiese lo sviluppo del nuovo velivolo che ricevette la designazione PZL.46 Sum. Il team di progettazione comprendeva gli ingegneri Stanisław Prauss, Tadeusz Sołtyk, Kazimierz Głębicki e Jan Staszek. La gondola ventrale retrattile venne realizzata dall'ingegner J. Lewczuk. Dei precedenti PZL.23 e PZL.42 il nuovo aereo condivideva solamente l'impostazione generale. La fusoliera era aerodinamicamente molto più raffinata, le ali avevano un profilo più sottile e la gondola ventrale era retrattile. L'adozione di queste modifiche diede risultati eccellenti, con un aumento della velocità massima pari al 30%. Inizialmente fu considerata l'adozione di un carrello retrattile, ma a quel tempo l'industria aeronautica polacca non disponeva della tecnologia necessaria e ne venne installato uno fisso. La capacità di carico bellico arrivava a 880 kg, ma in sede di progettazione era stato previsto che potesse arrivare a 1 200 kg in sovraccarico. Il comando dell'aeronautica polacca ordinò la costruzione di quattro prototipi, uno per le prove statiche e tre per quelle di volo. La loro costruzione venne avviata all'inizio del 1938, con la cellula per le prove statiche pronta nel mese di luglio dello stesso anno.
Il primo prototipo, designato PZL.46/I Sum, volò per la prima volta nell'ottobre 1938. L'aereo disponeva di un propulsore radiale Bristol Pegasus XXB erogante 925 CV (676 kW) azionante un'elica tripala Hamilton-Standard/PZL a passo variabile in volo. Verso la fine del mese di agosto il collaudatore Jerzy Widawski trasferì l'aereo dalla fabbrica all'aeroporto di Varsavia-Okęcie per effettuare le previste prove di collaudo. Tra il 25 novembre e l'11 dicembre dello stesso anno il prototipo venne esibito al XVI Salone Aeronautico di Le Bourget, a Parigi. Durante le prove di volo il PZL.46/I Sum si rivelò decisamente migliore del suo predecessore. Gli unici difetti emersi riguardavano il meccanismo di retrazione della gondola ventrale (la gondola ventrale per bombardiere dotata di una mitragliatrice sulla parte posteriore, era una caratteristica copiata dal PZL.23 Karaś, dove era fissa. La sua utilità era alquanto discutibile in quanto riduceva le prestazioni dell'aereo). Il secondo prototipo (PZL.46/II) volò per la prima volta nel marzo 1939, ed adottò alcune necessarie modifiche emerse durante i collaudi del primo prototipo. Le prove di volo del PZL.46/II si dimostrarono un pieno successo, l'aereo rivelò prestazioni di volo del tutto soddisfacenti. L'alto comando dell'aviazione polacca decise che il velivolo era adatto per la produzione in serie.
Dopo aver realizzato i primi due prototipi, nell'estate del 1939 la PZL cominciò a lavorare sul terzo velivolo, designato PZL.46/III Sum. Quest'ultimo era dotato del più potente motore radiale francese Gnôme-et-Rhone 14N21 da 1.030 CV (758 kW). Alla fine del 1938 la direzione della fabbrica PZL ricevette dal comando dell'aeronautica militare polacca (Dowództwa Lotnictwa) un ordine per la realizzazione di 160 cacciabombardieri, designati PZL.46A Sum, che il 28 marzo 1939 venne aumentato a 300 unità, utilizzando come modello di produzione il secondo prototipo PZL.46/II. La consegna ai reparti dei primi esemplari di serie, prodotti al ritmo di 15-20 velivoli al mese presso la fabbrica WP-1 di Okęcie, era prevista per i primi mesi del 1940. Tuttavia con il precipitare della situazione internazionale nell'estate del 1939 il contratto di produzione venne temporaneamente sospeso, dando la priorità alla produzione di aerei da combattimento. Solo alcune parti di velivoli erano state prodotte prima dell'invasione tedesca del settembre 1939. Tra il 2 e il 3 settembre 1939 le parti costruite e il primo prototipo furono nascosti presso le officine auto di via Czerniakow a Varsavia, andando distrutti durante le incursioni aeree sulla capitale nel mese di settembre del 1939.
Alla ricerca di ordini per l'esportazione, il prototipo venne esibito a numerose delegazioni straniere suscitando l'interesse di Bulgaria, Egitto e Turchia. 
Nell'estate del 1939 la Bulgaria prese in considerazione un ordine per 12 velivoli PZL.46B Sum, cioè della variante PZL.46/III con propulsore francese Gnome-et-Rhône 14N21, ma lo scoppio della seconda guerra mondiale impedì la vendita.
Nello stesso periodo l'ingegner Prauss iniziò il lavoro preliminare su un'ulteriore variante più piccola, designata PZL Łosoś, che doveva essere un bombardiere in picchiata, biposto, dotato di carrello retrattile e motore in linea Hispano-Suiza 12Z da 1.600 hp, senza gondola ventrale.

## Tecnica
Come i precedenti cacciabombardieri PZL.23 Karaś e PZL.42, il PZL.46 Sum era un velivolo monoplano ad ala bassa a sbalzo, di costruzione interamente metallica con rivestimento in duralluminio. La fusoliera era a semimonoscocca a sezione ovale. L'impennaggio di coda era del tipo bideriva. Il carrello di atterraggio era triciclo posteriore fisso, con le gambe principali racchiuse da carenature aerodinamiche, e ruotino di coda orientabile anch'esso carenato.
L'aereo aveva un equipaggio di tre persone (pilota, bombardiere/osservatore e mitragliere), posizionati sotto una cabina vetrata chiusa, riscaldata. Il bombardiere/osservatore occupava una gondola ventrale di combattimento retrattile, azionata idraulicamente, che disponeva di una mitragliatrice sparante sul retro. La dotazione del velivolo comprendeva: radio ricetrasmittente, radiogoniometro, impianto dell'ossigeno, impianto antincendio automatico e manuale. Il velivolo disponeva di una macchina fotografica per la ricognizione.
Il propulsore installato era un radiale Bristol Pegasus XXB a 9 cilindri, raffreddati ad aria, erogante la potenza di 925 hp, azionante un'elica tripala metallica a passo variabile in volo Hamilton Standard/PZL. Nella prevista versione da esportazione il propulsore era un radiale Gnome-et-Rhône 14N21 a 14 cilindri, raffreddati ad aria, erogante la potenza di 1 030 hp, azionante un'elica tripala metallica a passo variabile in volo.
L'armamento difensivo prevedeva due mitragliatrici anteriori sincronizzate FK Wz 36 calibro 7,92 mm, due mitragliatrici alari FK Wz.36 calibro 7,92 mm, una mitragliatrice PWU Wz.37 da 7,92 mm brandeggiabile in postazione dorsale (in base ai piani di produzione le mitragliatrici dovevano essere due) e una mitragliatrice PWU Wz.37 da 7,92 mm in postazione ventrale azionata dall'osservatore. L'aereo poteva trasportare un carico bellico di 600 kg di bombe, posizionate sotto le ali.

## Impiego operativo
All'inizio della seconda guerra mondiale il primo prototipo venne lasciato a Varsavia, a causa di un danno al carrello di atterraggio, e nascosto presso le officine auto di via Czerniakowa dove andò distrutto durante un bombardamento aereo. Il 5 settembre 1939 l'ingegner Stanislaw Riess trasferì in volo il secondo prototipo da Varsavia a Leopoli. Dopo aver effettuato alcune riparazioni al piano verticale di coda presso l'aeroporto Wielicka di Volyn, il 17 settembre Riess trasferì il prototipo a Bucarest in Romania, dove fu internato. Il 26 settembre col pretesto di consegnare il velivolo alla fabbrica I.A.R. di Brasov, l'ingegner Riess insieme ad altri tre uomini dell'equipaggio (maggiore di fanteria E. Galinat, Cpl. pil. Witold Urbanowicz e Cpl. pil. W. Hadziewicz) decollarono da Bucarest in direzione di Varsavia. L'aereo atterrò alle ore 18:00 presso l'aeroporto di Mokotów. Qui il maggiore Galinat consegnò al comandante della difesa di Varsavia, generale Juliusz Rommel, alcuni ordini emessi dal capo di stato maggiore polacco maresciallo Edward Rydz-Śmigły, tra cui la sua nomina a comandante della resistenza polacca in patria. Purtroppo il carrello di atterraggio dell'aereo rimase danneggiato, a causa di un cratere di bomba non riparato che il pilota non aveva visto. Il 27 settembre, con la maggior parte del territorio polacco ormai occupato dai tedeschi o dai sovietici, l'ingegner Riess (assieme ai Cpl. pil. Witold Urbanowicz, W. Hadziewicz e I. Radzimiński) si trasferì a Kaunas, in Lituania, dopo un volo di un'ora e mezza. Il pilota tentò di farsi passare per uno svedese che si era perso durante un volo da Parigi a Stoccolma, ma l'aereo era armato e le autorità lettoni non ci credettero. Da Kaunas l'equipaggio si portò in Gran Bretagna, mentre l'aereo venne internato per finire poi catturato dai sovietici all'atto dell'invasione del paese, il 3 agosto 1940. I sovietici effettuarono alcune valutazioni del velivolo, ma poi se ne disinteressarono. Quando i tedeschi invasero l'Unione Sovietica nel giugno 1941 catturarono l'aereo, ma non riuscendo ad identificarlo preferirono demolirlo.

## Versioni
- PZL.46/I: primo prototipo.
- PZL.46/II: secondo prototipo.
- PZL.46A: prevista versione di serie per l'aeronautica militare polacca, nessuno consegnato.
- PZL.46B: prevista versione da esportazione dotata di motore radiale Gnome-et-Rhône 14N21 da 1 030 hp.

## Utilizzatori
- Siły Powietrzne